# Aloisie Tăutu Emlékház
A szamosborhídi Aloisie Tăutu Emlékház műemléknek nyilvánított múzeum Romániában, Szatmár megyében. A romániai műemlékek jegyzékében az SM-II-m-B-05372 sorszámon szerepel.

## Története
A múzeumot 1995-ben létesítették a Szatmári Megyei Múzeum alegységeként Aloisie Tăutu (1895–1981) kanonok, egyháztörténész lakóházában.